# Варпаховский, Леонид Викторович
Леонид Викторович Варпаховский (16 [29] марта 1908, Москва — 12 февраля 1976, там же) — театральный режиссёр, сценарист, кинорежиссёр, киновед, художник-любитель. Заслуженный деятель искусств Грузинской ССР (1964). Народный артист РСФСР (1966).

## Биография
Родился в семье московского присяжного поверенного В. В. Варпаховского (1873—1917). Мать окончила институт благородных девиц в Тифлисе, вела как режиссёр-педагог детский любительский театр.
В 1921 году учился в Опытной показательной школе Московского отдела Народного образования. Среди одноклассников были будущий известный фотограф Г. А. Зельма, художник-аниматор Л. А. Амальрик. В 1923 году поступил в консерваторию. В 1925 году организовал из студентов и преподавателей консерватории «Первый камерный экспериментальный синтетический ансамбль» (ПЭКСА) — «ещё не джаз, но эксперимент на пути к джазу», второй коллектив подобного рода в стране (после эксцентрического оркестра В.Парнаха), в котором был дирижёром и исполнителем.
1928 — учёба на искусствоведческом отделении литературного факультета МГУ.
1931 — окончил литературный факультет МГУ. Работал в московском ТРАМе как художник и ассистент режиссёра.
1933—1935 — научный сотрудник Театра им. Мейерхольда. Разойдясь во взглядах с В. Э. Мейерхольдом, ушёл из театра.
1936, 22 февраля — арест за то, что в конце 20-х годов присутствовал при разговорах своего шурина с дядей жены, который был троцкистом. Приговор Особого совещания при НКВД — 3 года ссылки в Казахстан «за содействие троцкизму». (Шурин — Миликовский Соломон Абрамович — отправлен на Колыму, где расстрелян 8 марта 1938, реабилитирован 6 июня 1956 г.).
1936—1937 — Работа в театре русской драмы им. Лермонтова в Алма-Ате.
1937, 1 ноября — повторный арест. Допросы, пытки. Отказ от признания «вины». Приговор Алма-Атинской тройки НКВД — 10 лет заключения в лагерях (ст. 58-10) «за контрреволюционную агитацию».
1938, 22 марта — Арест жены Меликовской Ады Абрамовны. Комиссией НКВД и Прокуратуры СССР от 9 мая 1938 г. по обвинению в шпионаже в пользу Японии назначена высшая мера наказания — расстрел. Расстреляна 16 июня 1938 г. Реабилитирована 18 июля 1956 года.
1937—1940. — Отбывание наказания в БАМлаге (Свободный).
1940 — «за контрреволюционную агитацию» (ст. 58, п. 10) приговорён к 10 годам исправительно-трудовых лагерей.
1940, сентябрь. — Этап на Колыму. Работа на золотом прииске Чай-Урья. Встречи — неоднократно — с Варламом Шаламовым. При этапе на Колыму был вместе с Юрием Домбровским.
1942. — Устройство в культбригаду Севвостлага. Встреча там с артистом МХАТа Юрием Кольцовым. Постановка «Мнимого больного» Мольера.

Когда Л. В. сказал, что он артист, раздался дружный хохот — в таком он был страшном виде. К нему подошел человек, по виду вроде не блатной, и спросил:
— Ну и кто же вы — Моцарт или Гамлет?
(Те, кто причастны к музыке, были Моцарты, а те, кто к драме — Гамлеты.)
Л.В. подумал и сказал:
— Скорее, Гамлет.
— Ну подождите, с вами сейчас поговорят.
Подошел человек очень болезненного вида с отекшим жёлтым лицом. Сели, стали разговаривать, человек задавал всякие каверзные вопросы. Например: «Вам понравилась актриса Гельцер из Малого театра?» Л.В. отвечал: «Гельцер — балерина». — «Где находится Большой театр, а где Малый?» — ловил, проверял, экзаменовал.
Наконец, спросил:
— Кем же и где вы работали?
— Я работал у Мейерхольда.
— А чем вы у него занимались?
— Я был его ученым секретарем.
Человек огорчился:
— До сих пор вы говорили мне правду, а сейчас обманули. Ученым секретарем у Мейерхольда был мой друг, Леня Варпаховский.
Л.В. говорит:
— Так я же и есть Леня Варпаховский! А вы кто?
— А я — Юра Кольцов!
Мхатовский Кольцов! Они не узнали друг друга!
Кольцов принес буханку хлеба. Л.В. как ни старался сдержаться, съел её целиком, ему сделалось худо. Его отходили в санчасти, а потом оставили при бригаде.
— Театр Гулага. Из воспоминаний колымской травиаты
1943, осень — 1947. — Назначение художественным руководителем культбригады г. Магадана. Знакомство с Идой Самуиловной Зискиной, впоследствии ставшей его женой. Постановки пьесы в стихах «Днепр бушует» (о взятии Киева), комедии «Похищение Елены», оперы «Травиата» и многих других спектаклей. Сокращение срока на 6 месяцев за постановку «Травиаты».
1947, 17 мая. — Освобождение. Продолжение режиссёрской работы вольнонаемным. После условно-досрочного освобождения работал в Усть-Омчуге, всего в этих краях поставил 23 спектакля.
1947, октябрь — 1948, май. — Новый арест по доносу певца В. Козина. Проведение 8 месяцев в одиночном заключении. Суд. Инкриминирование, в частности, использования музыки из «Реквиема» Моцарта в сцене казни партизана. Защита себя в суде. Вынесение оправдательного приговора, подтвержденного в высшей инстанции в Хабаровске.
После окончательного освобождения уехал в Тбилиси.
1953—1955 — режиссёр Тбилисского театра им. А. С. Грибоедова.
1956 — вернулся в Москву.
1957 — официально реабилитирован, главный режиссёр Театра им. М. Н. Ермоловой.
1960 — режиссёр театральной студии МГУ «Ленинские горы».
1962 — режиссёр Московского Малого театра.
1964 — заслуженный деятель искусств Грузинской ССР.
1966 — народный артист РСФСР.
1970 — режиссёр Театра имени Вахтангова.
В последние три года у Варпаховского была сильная депрессия, он практически не работал.
1995 — в Монреале (Канада) открыт Театр имени Л. В. Варпаховского.

## Семья
- Первая жена — пианистка Ада Абрамовна Миликовская (1911 — 16 июня 1938, расстреляна), уроженка Харбина. Познакомился с ней в 1928 году, когда она приехала учиться в Москву к Г. Нейгаузу. Сын Фёдор (1935—2021).
- Вторая жена — певица Ида Самуиловна Зискина (1911—1999). Познакомились на Колыме, где оба были в заключении, «на поприще отбора кадров для гулаговской культбригады города Магадана»[5].
- Дочь Анна Варпаховская (1949 г.р.) — советская и российская актриса.

## Театральные работы

### Театр русской драмы (Алма-Ата)
- «Вечер памяти Пушкина» Л. Варпаховского (1937)
- «Оптимистическая трагедия» Вс. Вишневского (1937)
- «Белеет парус одинокий» В. Катаева (1937)
- «Слуга двух господ» К. Гольдони (1937)

### Магаданский музыкальный и драматический театр им. М. Горького
- «Похищение Елены» Луи Вернейля (1944)
- «Травиата» Дж. Верди (1945) — первая опера, поставленная на Колыме. Партию Виолетты исполняла И. С. Зискина.
- «Мисс Гоббс» Дж. К. Джерома (1945)
- «Преступление на улице Марата» А. Мариенгофа (1946)
- «Дорога в Нью-Йорк» Л. Малюгина (1946)
- «Чёрный тюльпан» Иоганна Штрауса (1946)
- «Хозяйка гостиницы» К. Гольдони !1947)
- «Марица» И. Кальмана (1947 год)
- «Холопка» Н. Стрельникова (1948)

### Студия Окружкома профсоюза, Усть-Омчуг
- «Человек с того света» В. Дыховичного, М. Слободского"Особ (1947)
- Снежная королева" У. Шварца (1949)
- «Московский характер» А. Софронова (1949)
- «Старинные водевили» П. Каратыгина и др. (1950)
- «Илья Головин» С. Михалкова (1950)
- «Бешеные деньги» А. Островского (1950)
- «Последние» М. Горького (1951)
- «Женитьба» Н. Гоголя (1952)
- «Особое задание» С. Михалкова (1952)
- «Юность отцов» Б. Горбатова (1952)
- «Веселое сновидение» С. Михалкова (1953)

### Тбилисский театр им. А. С. Грибоедова
- «Чайка» А. П. Чехова
- «Дни Турбиных» М. А. Булгакова (1954)
- «В сиреневом саду» Ц. С. Солодаря (19

### Театр имени Леси Украинки. Киев.
- «Давным-давно» А. Гладкова(1955)
- «Мораль пани Дульской» Г. Запольской (1955)
- Деревья умирают стоя" А. Касона (1956)
- Дни Турбиных" М. Булгакова (1956)
- «На дне» М. Горького (1963)

### Театр оперы и балета им. Т. Шевченко Киев
- «Бал-маскарад» Дж. Верди (1956)
- «Паяцы» Р. Леонкавалло; «Сельская честь» П. Масканьи (1957)

### Театр оперы и балета им. С. Кирова. Ленинград
- «Мать» Т. Хренникова (1957)

### Театр им. А. Пушкина
- «Деревья умирают стоя» А. Касона (1956)

### Малый оперный театр. Ленинград
- «Летучая мышь» И. Штрауса (1959)

### Московский драматический театр имени М. Н. Ермоловой
- 1957 — «Обоз второго разряда» Д. И. Давурина
- 1958 — «Мольба о жизни» Ж. Деваля, Худ.: Е. Ахвледиани
- 1959 — «Вот я иду» Г. Березко, Худ.: Г. Федоров
- 1960 — «Глеб Космачев» М. Шатров, Худ.: В. Ворошилов

### Театр им. И. Франко (Киев)
- «Оптимистическая трагедия» Вс. Вишневского (1961)

### Малый театр
- «Маскарад» М. Ю. Лермонтова (1962)
- «Палата» С. И. Алёшина (1962)
- «Главная роль» С. Алешина (1964)
- «Рождество в доме Купьелло» Э. Де Филиппо (1965)
- «Дипломат» С. Алёшина (1967)
- «Оптимистическая трагедия» Вс. Вишневского (1967)
- «Путешественник без багажа» Ж Ануйя (1968)
- «Бешеные деньги» А. Н. Островского[6](!1969)
- 1970 — «Так и будет!» К. М. Симонова (1970)

### Государственный академический театр имени Е. Вахтангова
- 1971 — «Выбор» Алексея Арбузова, худ.: Д. Л. Боровский
- 1972 — «Игра в каникулы» М. Себастиана, Худ.: Ю. Арндт и М. Попков
- 1974 — «Из жизни деловой женщины» А. Гребнева, Худ.: Г. Сумбаташвили

### МХАТ им. М. Горького
- «Шестое июля» М. Шатрова (1965)
- «Дни Турбиных» М. Булгакова (1968)

### Театр им. Моссовета
- «Странная миссис Сэвидж» Дж. Патрика (1966)
- «На полпути к вершине» П. Устинова (работа не была закончена из-за смерти Варпаховского). (1976)

### Московский драматический театр им. К. С. Станиславского
- «Продавец дождя» Р. Н. Нэша (1972)
- «Волки и овцы» (1975) А. Н. Островского (последняя работа)

### Театр Народной Армии (София, Болгария)
- «На дне» М. Горького (1968)

Театральная студия МГУ «Ленинские горы»
- «Смерть коммивояжера» А. Миллера (1960)

## Фильмография
- 1957 — Мораль пани Дульской — режиссёр, автор сценария.
- 1975 — Продавец дождя — режиссёр.